# Musée international de la presse
Le Musée international de la presse est un musée belge créé en 1907. L'Union de la presse périodique Belge décide d'entreprendre une collection de journaux dans un objectif à la fois sociologique et illustratif. Le président de l'Union, Paul Otlet, énonce clairement l'ambition de ce musée. « Récolter de préférence le premier et le dernier numéro, de manière à recueillir la profession de foi initiale et le dernier cri de ceux qui disparaissent emportés par la tourmente des idées ». Il s'agit alors de rassembler les titres de journaux parus dans le monde. Ce projet ambitieux voit le jour grâce à des collaborations nombreuses et sur base de collections existantes. Ce dépôt légal de la presse demeure une réalisation officieuse dont les collections sont conservées au Mundaneum.

## Origines
En 1893 se tient à Bruxelles une exposition sur la presse ancienne et moderne. Elle est l'œuvre de l'Union de la Presse Périodique et du Cercle des collectionneurs de journaux. Abraham Verhoeven, le père du journalisme belge et premier gazetier d'Europe, est mis à l'honneur. Longtemps, les deux associations cherchent à consolider ce succès en une institution permanente. En vain. L'Union, qui est alors présidée par Octave Maus connaît un regain de dynamisme grâce à son vice-président, Paul Otlet. Ce dernier a à son actif une expérience reconnue dans la bibliographie puisqu'il a créé en 1895 avec Henri La Fontaine,l'Office International de Bibliographie (OIB), aujourd'hui plus connu sous le nom de Mundaneum. Il brigue la présidence de l'Union de la Presse et nourrit un projet ambitieux en matière de conservation de presse. L'axe principal de sa campagne s'articule autour d'une ouverture aux institutions scientifiques et culturelles. Il imagine déjà des collaborations en matière de bibliographie avec l'OIB mais aussi la création d'une bibliothèque coopérative qu'il nomme Bibliothèque Collective des Sociétés Savantes. Il est vrai que le président d'honneur, Jules Lejeune, avait donné la mesure en déclarant lors du Congrès de la Presse périodique d'Ostende en 1906: "La presse, c'est un mode d'écriture. L'écriture, c'est la parole, la parole, c'est la pensée, la pensée, c'est l'humanité tout entière". Il s'agit de mettre l'Union au centre d'un service spécialisé pour ses membres. On pourrait ainsi procurer un service d'informations régulier par la publication de circulaires spécialisées. 
Le Musée de la Presse voit le jour au Congrès de la presse périodique de Spa, en 1907. Le Ministre des Sciences et des Arts, le Baron Descamps, inaugure le nouveau musée à la maison du Livre à Bruxelles. Une collaboration étroite s'amorce alors entre les disciplines bibliographiques, et le livre. L'objectif du Musée International de la Presse (ou MIP) qui démarre ses activités en 1911 est de mettre sur pied une collection générale de spécimens de revues et de journaux, d'établir une bibliographie générale de la presse, de créer une bibliothèque spécialisée sur la presse, ainsi que des dossiers documentaires et iconographiques. 
Les collections du MIP contiennent 40 000 numéros de presse. Les dons des collections respectives d'André Warzée et de Jean Vanden Broeck y figurent en bonne place. Les collaborations sous forme de volontariat sont vivement souhaitées. Enfin, le classement bénéficie d'une méthodologie précise, par lieu, matière (Classification Décimale Universelle ou CDU) et date. 